# امشه ساس
امشه ساس (مجاری: Emese Szász؛ زادهٔ ۷ سپتامبر ۱۹۸۲) یک شمشیرباز اهل مجارستان است.
از افتخارات وی می‌توان به کسب مدال طلا اپه انفرادی در بازی‌های المپیک تابستانی ۲۰۱۶ اشاره کرد.